# Light (Matisyahu)
Light è il terzo album discografico in studio del cantante reggae statunitense Matisyahu, pubblicato nel 2009.

## Tracce
1. Smash Lies
2. We Will Walk
3. One Day
4. Escape
5. So Hi So Lo
6. I Will Be Light
7. For You
8. On Nature
9. Motivate
10. Mario Nudo
11. Struggla
12. Darkness into Light
13. Thunder
14. Silence